# Кордіяка Володимир Леонович
Кордіяка Володимир Леонович (12 червня 1968, с. Ричагів, Стрийський район, Львівська область) — снайпер 24-ї окремої механізованої бригади імені короля Данила.
Після закінчення 8 класу Новосілко-Опарської школи продовжив навчання у професійно-технічному училищі м. Миколаїв, де здобув професію електрозварювальника.
Після навчання працював на цементно-гірничому комбінаті. Згодом був призваний до армії, де проходив службу в гарячій точці в Афганістані.
З початком російсько-української війни перебував на бойових позиціях у с. Золоте, Луганська область, де отримав осколкове поранення в голову, захистивши побратима. Пройшовши курс лікування та реабілітації, повернувся на фронт.
28 серпня 2022 року востаннє вийшов на зв'язок. 31 серпня 2022 року загинув у контрнаступі за м. Херсон, на кордоні Миколаївської та Херсонської областей, поблизу с. Любомирівка.
Похований на кладовищі у с. Дроговиж.
Залишилися дружина, дві доньки, син і його найдорожчі онуки.
Нагороджений орденом «Хрест Героя» (посмертно).